# 4131 Stasik
4131 Stasik este un asteroid din centura principală, descoperit pe 23 februarie 1988 de Andrew Noymer.